# MasterClass (plateforme américaine de formation en ligne)
 (juin 2023).
La mise en forme du texte ne suit pas les recommandations de Wikipédia : il faut le « wikifier ».
Les points d'amélioration suivants sont les cas les plus fréquents. Le détail des points à revoir est peut-être précisé sur la page de discussion.
- Les titres sont pré-formatés par le logiciel. Ils ne sont ni en capitales, ni en gras.
- Le texte ne doit pas être écrit en capitales (les noms de famille non plus), ni en gras, ni en italique, ni en « petit »…
- Le gras n'est utilisé que pour surligner le titre de l'article dans l'introduction, une seule fois.
- L'italique est rarement utilisé : mots en langue étrangère, titres d'œuvres, noms de bateaux, etc.
- Les citations ne sont pas en italique mais en corps de texte normal. Elles sont entourées par des guillemets français : « et ».
- Les listes à puces sont à éviter, des paragraphes rédigés étant largement préférés. Les tableaux sont à réserver à la présentation de données structurées (résultats, etc.).
- Les appels de note de bas de page (petits chiffres en exposant, introduits par l'outil «  Source ») sont à placer entre la fin de phrase et le point final[comme ça].
- Les liens internes (vers d'autres articles de Wikipédia) sont à choisir avec parcimonie. Créez des liens vers des articles approfondissant le sujet. Les termes génériques sans rapport avec le sujet sont à éviter, ainsi que les répétitions de liens vers un même terme.
- Les liens externes sont à placer uniquement dans une section « Liens externes », à la fin de l'article. Ces liens sont à choisir avec parcimonie suivant les règles définies. Si un lien sert de source à l'article, son insertion dans le texte est à faire par les notes de bas de page.
- La présentation des références doit suivre les conventions bibliographiques. Il est recommandé d'utiliser les modèles {{Ouvrage}}, {{Chapitre}}, {{Article}}, {{Lien web}} et/ou {{Bibliographie}}. Le mode d'édition visuel peut mettre en forme automatiquement les références.
- Insérer une infobox (cadre d'informations à droite) n'est pas obligatoire pour parachever la mise en page.

Pour une aide détaillée, merci de consulter Aide:Wikification.
Si vous pensez que ces points ont été résolus, vous pouvez retirer ce bandeau et améliorer la mise en forme d'un autre article.
 (juin 2023).
Pour les articles homonymes, voir MasterClass.
Yanka Industries, Inc., faisant affaire sous le nom de MasterClass, est une plateforme américaine d'éducation en ligne sur laquelle les étudiants peuvent accéder à des tutoriels et à des conférences préenregistrées par des experts dans divers domaines.
Le concept de MasterClass a été conçu par David Rogier et développé avec Aaron Rasmussen (en).

## Histoire
MasterClass a été créée par David Rogier lorsqu'il était étudiant à l'université Stanford, initialement connue sous le nom de « Yanka Industries »,. Rogier, qui occupe toujours le poste de directeur général (DG) a invité Aaron Rasmussen à rejoindre l'entreprise en tant que cofondateur et directeur de la technologie. Rasmussen a également assumé le rôle de directeur créatif avant de partir en janvier 2017. Le site Web a été lancé sous le nom de MasterClass le 12 mai 2015,,.
En 2015, MasterClass a été lancé avec trois instructeurs, et douze masterclasses ont été ajoutées en 2017,. Cependant, vers la fin de cette même année, un cours de théâtre donné par Kevin Spacey a été retiré à la suite de multiples allégations d'agression sexuelle publiquement formulées à l'encontre de l'acteur. À la fin de l'année 2018, MasterClass proposait environ 50 cours et 1 000 leçons. En avril 2018, la compatibilité avec les appareils mobiles a été ajoutée pour la première fois. Par la suite, en juin 2019, David Schriber a été embauché en tant que directeur marketing chez MasterClass.
MasterClass a été lancé avec un financement initial de 4,5 millions de dollars (4 150 125 au 15 juin 2023) et deux cycles de financement de démarrage totalisant 1,9 million de dollars. Cela a été suivi par un financement de 15 millions de dollars annoncé en 2016, 35 millions de dollars en 2017, et 80 millions de dollars en 2018. En mai 2020, MasterClass a levé 100 millions de dollars lors d'un cycle de financement de série E dirigé par Fidelity Investments, portant le financement total à environ 240 millions de dollars (221 340 000 au 15 juin 2023).
En mai 2021, la société a reçu 225 millions de dollars dans un tour de série F, ce qui lui donne une valorisation de 2,75 milliards de dollars selon les rapports de CNBC.
En juin 2022, l'entreprise a licencié 20% de son personnel, invoquant la dégradation de l'environnement macroéconomique.

## Classes de maître
MasterClass produit des cours en ligne avec des instructeurs reconnus dans leur domaine d'expertise. Les cours couvrent des sujets comme l'écriture, le sport, la cuisine, la politique, le théâtre ou bien les sciences,. De nombreux instructeurs font des démonstrations en direct si le sujet est facile à illustrer visuellement, tandis que les écrivains donnent des conférences. Les cours sont dispensés en anglais.
Les cours sont disponibles via un abonnement annuel. Les cours ne sont généralement pas interactifs, bien qu'au moins un cours comprenne des devoirs interactifs où l'étudiant a agi avec d'autres étudiants, soit en personne, soit sur Skype,.

## Réception
Certains utilisateurs ont remarqué que certains cours, notamment ceux liés aux arts du spectacle, requièrent des compétences de base préalables chez les étudiants. Les cours ont également été salués pour leur qualité de production et leur capacité à encourager les étudiants à approfondir davantage le sujet. L'exposition à des personnalités célèbres a également été mentionnée comme un avantage,,,,,. Le journal américain The Verge a noté que si les abonnements duraient initialement toute une vie, les différents cours ont une valeur de relecture différente. La publication a également souligné le défi que représente le fait de garder les étudiants sur le site pour qu'ils suivent des cours supplémentaires.
En 2019, la MasterClass sur les pâtisseries françaises du chef Dominique Ansel a reçu un Prix de la Fondation James Beard (en) dans la catégorie Vidéo en ligne, Lieu fixe et/ou Instruction,.
En 2020, MasterClass a remporté deux Webby Awards, pour Education & Reference dans la catégorie Apps, Mobile & Voice, et pour Media Streaming dans la catégorie Web.
En 2021, MasterClass à remporté deux Webby Awards, ainsi qu'un Webby People's Voice Award.

## Maîtres notables
Les instructeurs passés et présents notables incluent,,:
- Aaron Sorkin[38]
- Alice Waters
- Alicia Keys
- Amy Tan
- Anna Wintour
- Annie Leibovitz
- Armin van Buuren
- Bill Clinton
- Bob Iger
- Bobbi Brown
- Brandon McMillan
- Carlos Santana
- Christina Aguilera
- Christopher Voss
- Condoleezza Rice
- Cornel West[39]
- Daniel Negreanu[40]
- David Axelrod
- David Lynch[38]
- Deadmau5[40]
- Diane von Fürstenberg
- Dominique Ansel
- Doris Kearns Goodwin
- Es Devlin
- Frank Gehry
- Futura[41]
- Garry Kasparov
- George W. Bush
- Gordon Ramsay
- Hans Zimmer
- Helen Mirren
- Herbie Hancock
- Hillary Clinton
- James Cameron[42]
- James Patterson
- James Suckling
- Jane Goodall
- Jimmy Chin[43]
- Jodie Foster[38]
- Jon Kabat-Zinn
- Joyce Carol Oates
- Judd Apatow
- Karl Rove
- Kelly Wearstler
- Ken Burns[38]
- LeVar Burton
- Lewis Hamilton
- Lynnette Marrero
- Madeleine Albright
- Madhur Jaffrey
- Malcolm Gladwell
- Margaret Atwood[40]
- Mariah Carey[44],[45]
- Martin Scorsese
- Massimo Bottura
- Michael Pollan[46]
- Michael W. Twitty
- Misty Copeland
- Nancy Cartwright
- Natalie Portman
- Neil deGrasse Tyson
- Neil Gaiman
- Penn & Teller[40]
- Phil Ivey
- Pinky and the Brain[47]
- Reba McEntire
- Ringo Starr
- Ron Howard[38]
- Ron Finley
- RuPaul
- Samuel L. Jackson
- Sara Blakely
- Serena Williams
- Sheila E.[48]
- Shonda Rhimes
- Spike Lee[40]
- Stephen Curry[49]
- Steve Martin
- St. Vincent[40]
- Tan France
- Terence Tao
- Thomas Keller
- Timbaland
- Tom Morello
- Tony Hawk[40]
- Usher
- Werner Herzog[38]
- Yotam Ottolenghi
- Yo-Yo Ma